# Estimación máxima a posteriori
Un procedimiento de estimación que a menudo se considera parte de las estadísticas bayesianas es la estimación máxima a posteriori ( MAP, por sus siglas en inglés: maximum a posteriori ) de una cantidad desconocida, que es igual a la moda de la densidad posterior con respecto a alguna medida de referencia, típicamente la medida de Lebesgue . El MAP se puede utilizar para obtener una estimación puntual de una cantidad no observada sobre la base de datos empíricos. Está estrechamente relacionado con el método de estimación de máxima verosimilitud (ML, por sus siglas en inglés: maximum likelihood), pero emplea un objetivo de optimización aumentado que incorpora una densidad a priori sobre la cantidad que se quiere estimar. Por lo tanto, la estimación MAP es una regularización de la estimación de máxima verosimilitud, por lo que no es una estadística bien definida de la distribución posterior bayesiana.

## Descripción
Supongamos que queremos estimar un parámetro poblacional no observado {\displaystyle \theta } sobre la base de observaciones {\displaystyle x} . Sea {\displaystyle f} la distribución muestral de {\displaystyle x}, de modo que {\displaystyle f(x\mid \theta )} es la probabilidad de {\displaystyle x} cuando el parámetro de población subyacente es {\displaystyle \theta } . Entonces la función:
{\displaystyle \theta \mapsto f(\theta \mid x)={\frac {f(x\mid \theta )\,g(\theta )}{\displaystyle \int _{\Theta }f(x\mid \vartheta )\,g(\vartheta )\,d\vartheta }}\!}
se conoce como función de verosimilitud y la estimación:
{\displaystyle {\begin{aligned}{\hat {\theta }}_{\mathrm {MAP} }(x)&={\underset {\theta }{\operatorname {arg\,max} }}\ f(\theta \mid x)\\&={\underset {\theta }{\operatorname {arg\,max} }}\ {\frac {f(x\mid \theta )\,g(\theta )}{\displaystyle \int _{\Theta }f(x\mid \vartheta )\,g(\vartheta )\,d\vartheta }}\\&={\underset {\theta }{\operatorname {arg\,max} }}\ f(x\mid \theta )\,g(\theta ).\end{aligned}}\!}
dónde {\displaystyle g} es función de densidad de {\displaystyle \theta }, {\displaystyle \Theta } es el dominio de {\displaystyle g} .
Supongamos ahora que existe una distribución previa {\displaystyle g} sobre {\displaystyle \theta }. Esto nos permite tratar {\displaystyle \theta } como una variable aleatoria como en la estadística bayesiana . Podemos calcular la densidad posterior de {\displaystyle \theta } utilizando el teorema de Bayes :
{\displaystyle \theta \mapsto f(x\mid \theta )\!}
es la estimación de máxima verosimilitud de {\displaystyle \theta } .
El método de estimación máxima a posteriori estima entonces {\displaystyle \theta } como la moda de la densidad posterior de esta variable aleatoria:
{\displaystyle {\hat {\theta }}_{\mathrm {MLE} }(x)={\underset {\theta }{\operatorname {arg\,max} }}\ f(x\mid \theta )\!}
El denominador de la densidad posterior (la verosimilitud marginal del modelo) siempre es positivo y no depende de {\displaystyle \theta } y por lo tanto no juega ningún papel en la optimización. Obsérvese que la estimación MAP de {\displaystyle \theta } coincide con la estimación de ML cuando el priori {\displaystyle g} es uniforme (es decir, {\displaystyle g} es una función constante ), lo que ocurre siempre que se toma la distribución previa como medida de referencia, como es típico en aplicaciones del espacio de funciones.
Cuando la función de pérdida es de la forma
{\displaystyle L(\theta ,a)={\begin{cases}0,&{\text{if }}|a-\theta |<c,\\1,&{\text{otherwise}},\\\end{cases}}}
como {\displaystyle c} tiende a 0, el estimador de Bayes se aproxima al estimador MAP, siempre que la distribución de {\displaystyle \theta } es cuasi-cóncava.  Pero, en general, un estimador MAP no es un estimador Bayesiano a menos que {\displaystyle \theta } sea discreta.

## Cálculo
Las estimaciones de MAP se pueden calcular de varias maneras:
1. Analíticamente, cuando el/las moda(s) de la densidad posterior se pueden dar en forma cerrada . Este es el caso cuando se utilizan prioris conjugados .
2. Mediante optimización numérica como el método del gradiente conjugado o el método de Newton . Esto generalmente requiere derivadas primeras o segundas, que deben evaluarse analítica o numéricamente.
3. Mediante una modificación de un algoritmo de maximización de expectativas . Esto no requiere derivadas de la densidad posterior.
4. Mediante un método de Monte Carlo utilizando recocido simulado